# 車霆
車霆（1437年—1514年），字震卿，山西太原府石州（今离石县）人，民籍，明朝政治人物。

## 生平
山西鄉試第二名舉人。成化十七年（1481年），登辛丑科會試二百七十四名，二甲第五十九名進士。授刑部主事，歷官刑部员外郎、郎中，弘治五年（1492年）九月因事降調外任，为真定府同知，升平凉府知府，丁憂歸。服闋，起復臨洮府知府，十五年二月升陝西右參政，十七年正月升陝西苑馬寺卿，正德元年（1506年）五月升都察院右僉都御史，巡撫宣府，二年閏正月被令致仕。正德九年八月卒。

## 家族
曾祖車伯諒，典術；祖父車軒，典術；父車克昭，義官，母趙氏。慈侍下。兄車雷（典术）、弟車雯（將仕郎）。